# Federaal Departement van Financiën

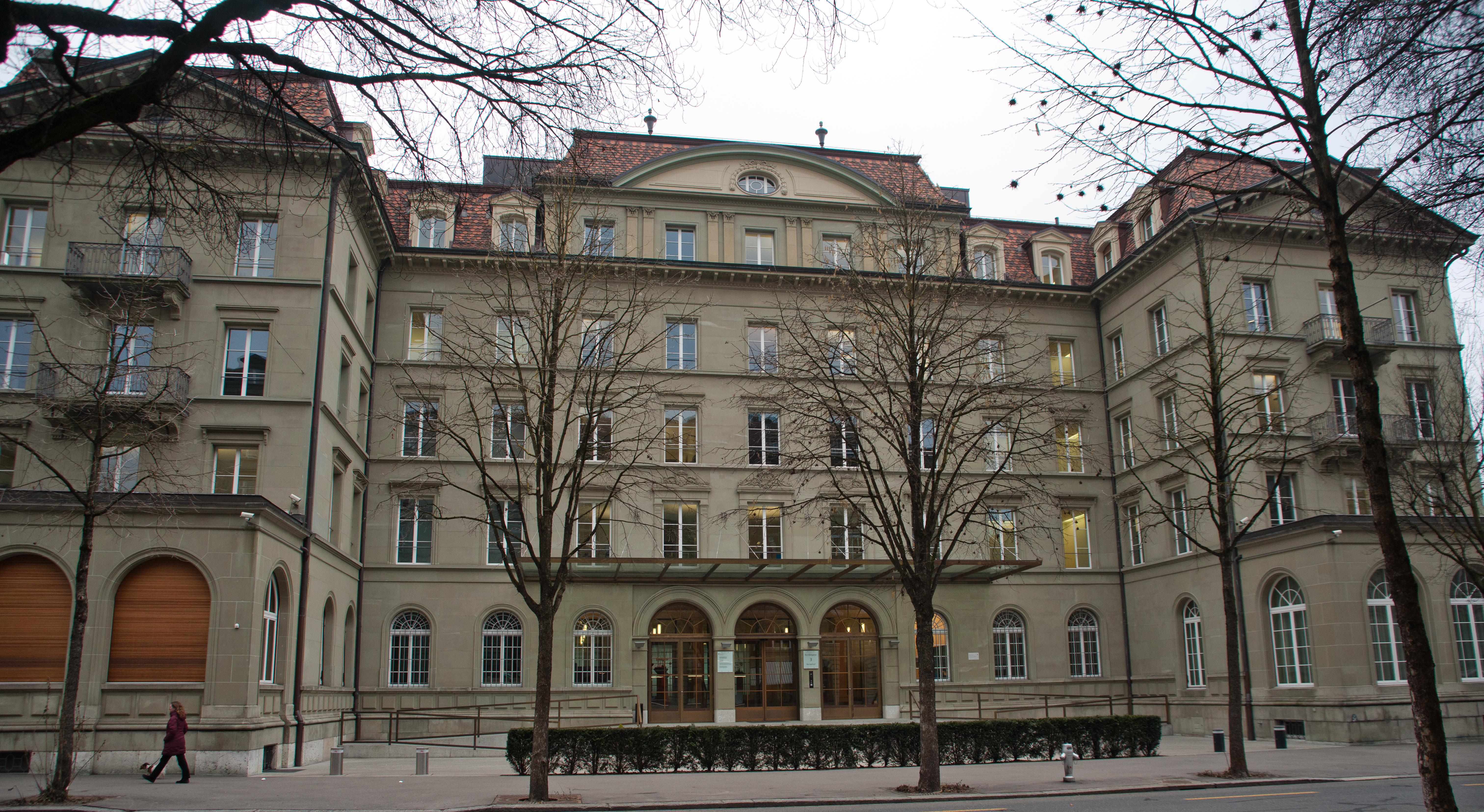
Zetel van het Federaal Departement van Financiën in Bern.

Het Federaal Departement van Financiën (Duits: Eidgenössisches Finanzdepartement (EFD), Frans: Département fédéral des finances (DFF), Italiaans: Dipartimento federale delle finanze (DFF)) is een van de zeven federale departementen in Zwitserland.
Het huidige hoofd van het Federaal Departement van Financiën is Bondsraadlid Ueli Maurer.

## Benaming
Sinds de oprichting van het departement in 1848 kende het volgende benamingen:
| Periode    | Benaming                            |
| ---------- | ----------------------------------- |
| 1848-1872  | Departement van Financiën           |
| 1873-1979  | Departement van Financiën en Douane |
| 1979-heden | Federaal Departement van Financiën  |

## Departementshoofden
De volgende leden van de Bondsraad waren hoofd van het Federaal Departement van Financiën:
| Periode    | Hoofd                        |
| ---------- | ---------------------------- |
| 1848-1850  | Martin Josef Munzinger       |
| 1851       | Daniel-Henri Druey           |
| 1852       | Martin Josef Munzinger       |
| 1853-1855  | Daniel-Henri Druey           |
| 1855-1856  | Melchior Josef Martin Knüsel |
| 1857-1858  | Jakob Stämpfli               |
| 1859-1861  | Constant Fornerod            |
| 1862-1863  | Melchior Josef Martin Knüsel |
| 1864-1867  | Jean-Jacques Challet-Venel   |
| 1868       | Victor Ruffy                 |
| 1869       | Jean-Jacques Challet-Venel   |
| 1870-1871  | Paul Cérésole                |
| 1872       | Karl Schenk                  |
| 1872-1873  | Johann Jakob Scherer         |
| 1873-1875  | Wilhelm Matthias Naeff       |
| 1876-1878  | Bernhard Hammer              |
| 1879       | Simeon Bavier                |
| 1880-1890  | Bernhard Hammer              |
| 1891-1899  | Walter Hauser                |
| 1900       | Robert Comtesse              |
| 1901-1902  | Walter Hauser                |
| 1903       | Robert Comtesse              |
| 1904       | Marc-Emile Ruchet            |
| 1905-1909  | Robert Comtesse              |
| 1910       | Josef Anton Schobinger       |
| 1911       | Robert Comtesse              |
| 1912-1919  | Giuseppe Motta               |
| 1920-1934  | Jean-Marie Musy              |
| 1934-1938  | Albert Meyer                 |
| 1939-1943  | Ernst Wetter                 |
| 1944-1951  | Ernst Nobs                   |
| 1952-1954  | Max Weber                    |
| 1954-1959  | Hans Streuli                 |
| 1960-1962  | Jean Bourgknecht             |
| 1962-1968  | Roger Bonvin                 |
| 1968-1973  | Nello Celio                  |
| 1974-1979  | Georges-André Chevallaz      |
| 1980-1983  | Willy Ritschard              |
| 1984-1995  | Otto Stich                   |
| 1996-2003  | Kaspar Villiger              |
| 2004-2010  | Hans-Rudolf Merz             |
| 2010-2015  | Eveline Widmer-Schlumpf      |
| 2016-2022  | Ueli Maurer                  |
| 2023-heden | Karin Keller-Sutter          |